# Ircinia microconulosa
Ircinia microconulosa är en svampdjursart som beskrevs av Gustavo Pulitzer-Finali 1982. Ircinia microconulosa ingår i släktet Ircinia och familjen Irciniidae. Inga underarter finns listade i Catalogue of Life.